# Annica Dahlström
Annica Dahlström, född 1941, är en svensk läkare samt professor emerita i histologi vid avdelningen för medicinsk kemi och cellbiologi vid Göteborgs universitet.
Dahlströms huvudsakliga forskningsområde har varit hur nervceller lagrar upp och transporterar olika signalämnen, men hon har också varit aktiv inom många andra forskningsområden och har totalt publicerat mer än 340 vetenskapliga artiklar. Hon disputerade redan som 25-åring. Hon var professor i histologi vid Sahlgrenska akademin 1983–2008. Hon fick sin forskarerfarenhet från Nils-Åke Hillarp.

## Kritik av genusvetenskapen
Dahlström har i böcker och svenska medier debatterat sambandet mellan kön och hjärnfunktion. Hon har kritiserat genusvetenskapen och samhällsvetenskapen i allmänhet för att inte ta hänsyn till biologiska faktorer avseende beteendeskillnader mellan könen. 
I ett utbyte på DN Debatt under 2007 fick Dahlström kritik från Agnes Wold, Cecilia Chrapkowska och två doktorander som menade att hon med boken Könet sitter i hjärnan missbrukade sin forskarroll. Dahlström menade tvärtom att hennes bok är ett koncentrat av de senaste 15 årens intensiva internationella forskning om hjärnan och om hur hjärnan påverkar beteendet. Hon menade också att det är mer konstruktivt att nyttja den senaste tidens vetenskapliga resultat för att skapa ett verkligt jämställt samhälle, snarare än att förneka dem.
Ett kontroversiellt påstående i boken "Könet sitter i hjärnan" var att män är mindre lämpade än kvinnor att sköta om småbarn, av biologiska orsaker. Detta orsakade debatt när boken först gavs ut, och återigen 2012. Då spreds en artikel om boken på sociala medier, och många pappor kritiserade Dahlströms slutsatser. Debatten ledde till att Dahlström avslutade sitt styrelseuppdrag för Hjärnfonden, en stiftelse som arbetar för att främja forskning kring hjärnan. 
En intervju med Annica Dahlström, som skulle ingått i Norrbottenteaterns bok om jämställdhet, stoppades av Länsstyrelsens jämställdhetsdirektör Britt Marie Lugnet-Häggberg med motiveringen att "Vår svenska jämställdhetspolitik bygger på att vi är lika och socialiseras in i olika könsroller. Annica Dahlström är särartsfeministisk och utgår från att pojkar och flickor är helt olika. Länsstyrelsen kan inte ge ut ett material med den uppfattningen".

## Dahlströms publikationer i urval
1. Dahlström, A., Bergström, S. (1997). "Vanmakt och vetenskapsteori. Allsidig genusforskning behövs", Läkartidningen, nr 6. sid 446-8.
2. Dahlström, A. (2006). "Könet sitter i hjärnan", Neo, nr 3. ( PDF)
3. Dahlström, A. (2007). Könet sitter i hjärnan, Corpus-Gullers Förlag